# モバ絵
モバ絵は、携帯情報端末 (PDA) で描かれるコンピュータグラフィックス (CG) のことである。

## 概要
PDAという制約された環境でも描けるという、ある意味ネタとして描かれることも多い。しかし、どこでも手軽に描け、液晶画面を直接タップするという自然な描き味を実現できるため、必ずしもネタ的要素ばかりで描かれるわけではない。

## 歴史
日本でのPDAはZaurusが比較的普及が早く、手ごろな手描き環境が提供されたことから、ザウ絵と称して半ばネタ的に描かれ、PDAで描くCGが広く知られるようになったと思われる。
その後Palmの普及からPalm絵と呼ばれるものも現れた。しかし、Palm向けに開発されたツールは手書きメモや作図を目的としたものが多く、絵を描くことを指向したツールがあまり提供されなかったため、これによる広がりは限定された。
しかし、Pocket PC、Windows Mobileを中心に端末が高性能化したことや、絵を描くことを目的としたツールの開発が進んだため、ネタではなく、本格的にモバイルで絵を描くユーザも増えていった。
ここに来てザウ絵のようなモバイルで描く絵を総称する共通名称は見られず、PDAをもじってPD絵などと呼ばれることもあったが、今はモバ絵で落ち着いているようである。
近年、VAIO TypeU など、PDAとあまり運用が異ならない形態のPCの登場や、逆にW-ZERO3[es]のような充分なPDA機能を持った携帯電話の登場など、どこまでがモバ絵なのか曖昧な部分ができつつある。